# Párducökörszem
A párducökörszem (Campylorhynchus nuchalis) a madarak osztályának verébalakúak (Passeriformes) rendjébe és az ökörszemfélék (Troglodytidae) családjába tartozó faj.

## Rendszerezése
A fajt Jean Cabanis német ornitológus írta le 1821-ben.

## Alfajai
- Campylorhynchus nuchalis pardus (P. L. Sclater, 1858) - Kolumbia északi része
- Campylorhynchus nuchalis brevipennis (Lawrence, 1866) - Venezuela északi része
- Campylorhynchus nuchalis nuchalis (Cabanis, 1847) - Venezuela középső és keleti része  [2]

## Előfordulása
Dél-Amerika északi részén, Kolumbia és Venezuela területén honos. Természetes élőhelyei a szubtrópusi vagy trópusi száraz erdők, mangroveerdők, síkvidéki esőerdők, szavannák és cserjések, valamint másodlagos erdők. Állandó, nem vonuló faj.

## Megjelenése
Testhossza 17 centiméter.
|  |

## Természetvédelmi helyzete
Az elterjedési területe nagyon nagy, egyedszáma pedig stabil. A Természetvédelmi Világszövetség Vörös listáján nem fenyegetett fajként szerepel.